# Upplands runinskrifter 491
Upplands runinskrifter 491 är ett vikingatida runstensfragment av granit i Årby, Lagga socken och Knivsta kommun. Fragmentet är 1,23 gånger och 0,6 meter. Runhöjden är 10 centimeter. Stenen är inmurad i innermuren på en matkällare. Två andra stenar av liknande karaktär finns inmurade på andra ställen i källarmuren och det kan vara de övriga delarna av runstenen.

## Inskriften
Translitterering av runraden:
...n · auk × kulauh × au... ... + þan + a-...
Normalisering till runsvenska:
... ok Gullaug o[k] ... þann ...
Översättning till nusvenska:
... och Gullög och ...